# Kevin Reveyrand
Kevin Reveyrand est un bassiste, contrebassiste, arrangeur et compositeur français.

## Biographie

### Jeunesse
Kevin Reveyrand naît en région parisienne en 1974 et grandit dans le Limousin que ses parents ont rejoint en 1979. Fils d’un père disquaire et d’une mère mélomane, le jeune garçon baigne dans la musique dès son plus jeune âge.
Très jeune, il joue d’instinct et s’entraîne sur une guitare, un clavier et une batterie qu’un ami de la famille a laissé à la maison. Quand sa sœur lui offre sa première basse pour son anniversaire en 1987 c’est le déclic.
Deux ans plus tard, Kevin Reveyrand participe à ses premiers concerts à Limoges. Il forme plusieurs groupes (Green Onions, les Ejectés, le Cœur Arti-Show) et vit ses premières expériences professionnelles.
En 1998, il monte le trio Aréli avec le guitariste Christophe Limousin et son futur compagnon de scène, le batteur Francis Arnaud.

### Carrière
Kevin Reveyrand monte à Paris en 2000 pour développer sa carrière. Il participe assidûment à des jams, notamment celles organisées au Baiser-Salé (micro club de jazz mythique) où il rencontre François Constantin, grand percussionniste, qui anime l’événement chaque semaine. Le bassiste y est présent chaque lundi, pendant trois ans, y rencontre du monde, et sa carrière décolle.
En 2006, avec la percussionniste et chanteuse Corine Thuy-Thy, le compositeur fonde le groupe de musique réunionnaise Tipari. En 2008, le duo sort un album éponyme accompagnés de Gisela Razanajaovo (chœurs-percussions), Taofik Farah (guitare), Francis Arnaud (cajon-percussions) et Fred Soul (percussions-mélodica).
Sideman reconnu, Kevin Reveyrand accompagne de grands artistes internationaux en tournées et séances studio comme Souad Massi, Les Yeux Noirs (tournée américaine en 2012), Safy Boutella, Mokhtar Samba, mais aussi des francophones comme Patricia Kaas (tournée de 180 dates en 2008), Maurane, Bernard Lavillier, Laurent Voulzy, Patrick Bruel (2013/2014 tournée de 120 dates), Charles Aznavour (il intègre l’orchestre et suit différentes tournées mondiales), Asa (depuis 2013), Christopher Cross (avec qui il tourne depuis 2015) ou encore Jean-Félix Lalanne (depuis 2008)…
Passionné par le jazz et la fusion, il accompagne également Billy Cobham (2012), Michel Portal, Olivier Ker Ourio, Manu Katché, Didier Lockwood, Robben Ford, Larry Carlton ou encore Mike Stern (2012).
En 2013 paraît le premier album de Kevin Reveyrand, World Songs. Il est le reflet de ses périples musicaux à travers le monde. Il est composé en quatre ans, dans les différentes chambres d’hôtels que l’artiste occupe lors des tournées qu’il accompagne. L’enregistrement se fait sur deux ans en compagnie de différents artistes avec qui il a travaillé pendant une quinzaine d'années lors de tournées ou de rencontres, venant en grande partie de la World Music (arabe, yiddish ou africaine). Chaque composition du bassiste est confiée à des chanteurs et chanteuses qui ont écrit des textes dans leur langue respective, et un soliste différent est invité par titre.
Kevin Reveyrand rencontre Paul Personne en 2015 et l’accompagne pour l’enregistrement de l’album Lost In Paris Blues Band au studio Ferber.
Quatre ans après le décès du trompettiste, compositeur, arrangeur et chef d'orchestre Ivan Jullien, Kevin Reveyrand remonte son big band pour l’album Studio Davout et graver ses dernières compositions. Tous les musiciens répondent présents à cet hommage, ainsi que des invités tels que David Linx, Didier Lockwood, André Ceccarelli ou encore Stéphane Belmondo,.
L’album Reason and Heart, enregistré et mixé dans un studio dans le Lubéron, sort en 2019. Kevin Reveyrand est accompagné Francis Arnaud à la batterie, Olivier-Roman Garcia à la guitare, Sylvain Gontard à la trompette et Sébastien Debard à l’accordéon.
En mars 2024, le bassiste sort YOLO, son quatrième album solo. Pour cet opus, il est accompagné du guitariste Olivier-Roman Garcia, de Jean-Luc Di Fraya aux percussions et au chant et de Christophe Lampidecchia à l’accordéon. L’album a été majoritairement composé lors d’une tournée de trois mois et demi aux Etats-Unis, en 2022, avec Christopher Cross. Sur trois titre de l’album, on retrouve une section de cordes avec Khalil Chahine aux arrangements. L’ensemble de dix-sept musiciens a été enregistré au Studio Sextan de Malakoff. Sur le titre Ba Ba Iwa, on retrouve Asa au chant,ainsi que les deux filles de Kevin Reveyrand ; Lilou et Soline.
Cet autodidacte transmet aussi son savoir à travers des Masterclass mais également en créant sa propre méthode d’apprentissage qui contient des exercices aux styles variés avec pour objectif de permettre aux élèves de se débrouiller dans tous les contextes en prônant le ressenti avant le solfège.

## Discographie

### Albums Solo
- 2013 : World Songs
- 2019 : Reason and Heart
- 2021 : Todos Juntos[12]
- 2024 : Yolo

### Groupe / Formation
- 1998 : Dzien Dobry - Trio Aréli
- 2001 : Ostinato - Diaspora
- 2003 : Oléoduc - Trio Aréli
- 2008 : Tipari – Tipari
- 2021 : Résonances – Eric Séva

### Sideman
- 2008 : Kabaret - Patricia Kaas
- 2007 : Robin mood - Jimi Drouillard
- 2010 : Bon-Air - Karlos Rotsen
- 2012 : Lequel de nous - réédition - Patrick Bruel
- 2012 : Free - Maru Ateni
- 2012 : Curiosity - Jimi Drouillard
- 2012 : As it comes - Dominique Fillon
- 2013 : Open Heart - Céline Bonacina
- 2013 : Kairos - Khalil Chahine
- 2013 : Mes petites madeleines - Alice Dona
- 2014 : Tales from the Skeleton Coast – Billy Cobham
- 2014 : Les enfants du top 50
- 2014 : Live 2014 – Patrick Bruel
- 2015 : Aznavour Live - Palais des sports – Charles Aznavour
- 2015 : Deor - Fabrice Legros
- 2015 : bande originale du film Un + Une - Francis Lai
- 2016 : Los In Paris Blues Band – Paul Personne / Robben Ford / John Jorgenson
- 2016 : Kourabiedes - David Voulga
- 2017 : Live in Lagos - Asa
- 2018 : Kafe groppi – Khalil Chahine
- 2019 : Lucid (2 titres) - Asa
- 2019 : Studio Davou - Ivan Jullien big band
- 2021 : Initials SG - Florent Richard
- 2021 : Les jours heureux - Julien Clerc
- 2022 : Adéo - Eric Séva[13]
- 2022 : Al Capone - Spectacle musical de Jean-Félix Lalanne